# Пиви Вали (Кентаки)
Пиви Вали (енгл. Pewee Valley) град је у америчкој савезној држави Кентаки.

## Демографија
По попису из 2010. године број становника је 1.456, што је 20 (1,4%) становника више него 2000. године.
| Група             | 2000.         | 2010.         |
| Белци             | 1.359 (94,6%) | 1.375 (94,4%) |
| Афроамериканци    | 34 (2,4%)     | 28 (1,9%)     |
| Азијати           | 4 (0,3%)      | 17 (1,2%)     |
| Хиспаноамериканци | 29 (2,0%)     | 18 (1,2%)     |
| Укупно            | 1.436         | 1.456         |